# Hanna Hellvig
Hanna Hellvig (* 3. Februar 2000 in Lidingo, Schweden) ist eine schwedische Volleyballspielerin. Sie spielt auf der Position der Außenangreiferin.
Hellvig besuchte das Ållebergs Gymnasiet in Falköping. Ihr jüngerer Bruder Jonatan Hellvig ist ebenfalls Volleyballspieler.

## Halle

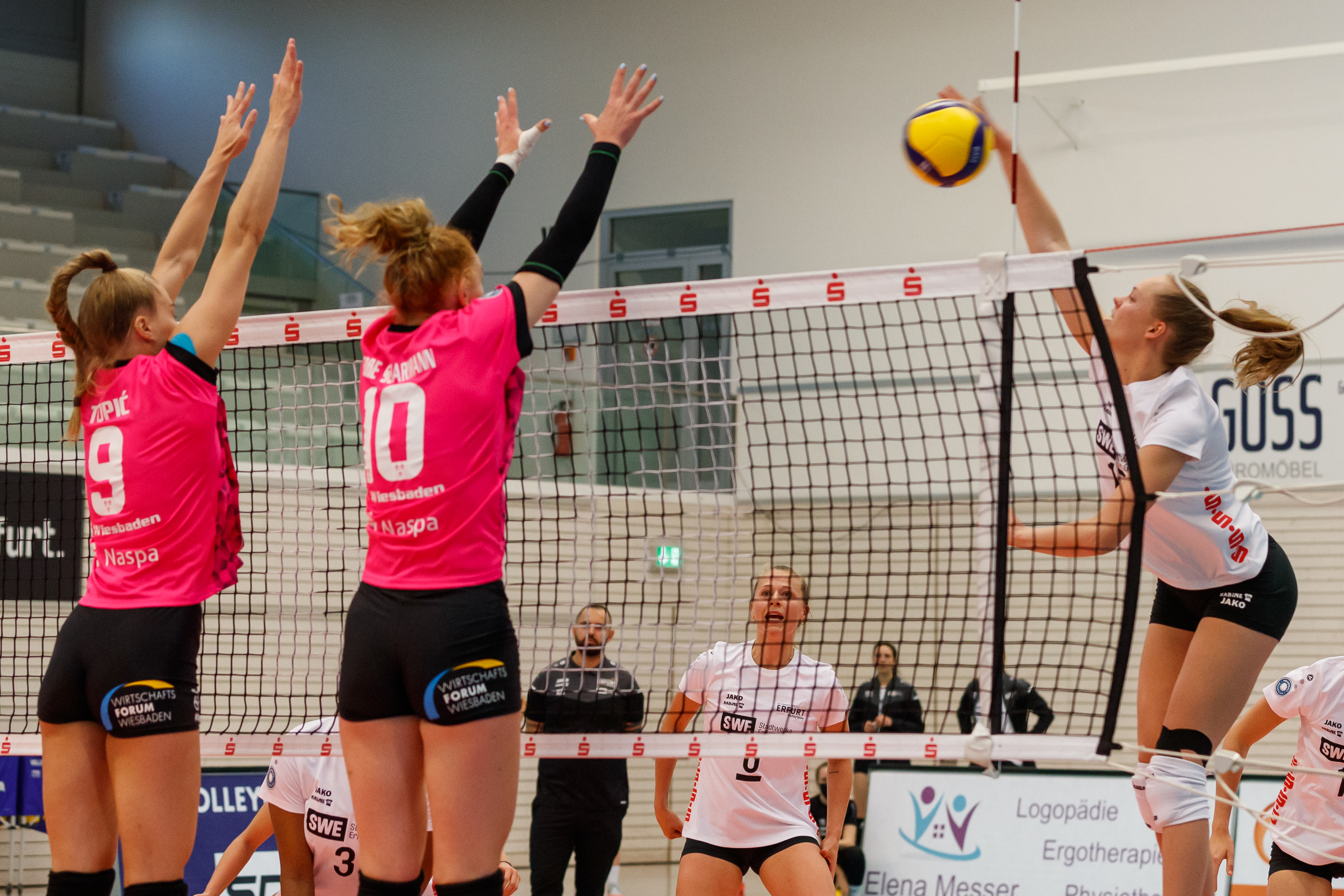
Hellvig (weiß) im Angriff bei einem Bundesligaspiel für Erfurt gegen den 1. VC Wiesbaden

Bis 2019 spielte Hellvig im Nachwuchs von Lidingö SK und gewann 2019 den schwedischen U20-Titel und den schwedischen Pokal in der Altersklasse sowie 2018 Bronze und 2019 Silber bei den schwedischen U23-Meisterschaften mit Lindigo. Von 2016 bis 2019 spielte sie zudem beim Erstligisten RIG Falköping. Danach ging sie für eine Saison an die University of Hawaii, wo sie eine überaus erfolgreiche Saison spielte und mit ihrer Mannschaft unter die besten 16 der NCAA erreichte. Persönlich wurde sie vielfach ausgezeichnet. 2020 kehrte sie nach Schweden zurück, da sie aufgrund der COVID-19-Pandemie zu der Zeit nicht in den USA spielen wollte. Sie schloss sich dem Erstligisten Hylte/Halmstad VBK an, mit dem sie in der Saison sowohl die Meisterschaft als auch den schwedischen Pokal gewann. Sie selbst erzielte in der Saison die meisten Punkte aller Spielerinnen der Liga. 2021 wechselte Hellvig zu Schwarz-Weiss Erfurt in die deutsche Bundesliga. Schon in ihrer ersten Saison spielte sie sich in die Startelf und wurde Leistungsträgerin. Nach der ersten Saison, die die Schwedin mit Erfurt als Zehntplatzierte unter 12 Mannschaften beendete, verlängerte sie ihren Vertrag um ein weiteres Jahr. Nachdem sich Erfurt nach der folgenden Saison aus der ersten Liga zurückgezogen hatte, wechselte Hellvig in die erste Liga der Schweiz zu Sm’Aesch Pfeffingen.
Hellvig bestritt zunächst 35 Spiele für die U-Nationalmannschaften Schwedens. Danach debütierte sie auch für die A-Nationalmannschaft. Bei der Europameisterschaft 2021 wurde sie mit Schweden 14.

## Beach- und Schneevolleyball
Im Beachvolleyball gewann Hellvig in der Altersklasse U20 2018 den Titel und 2019 die Bronzemedaille. Mit Sofia Andersson wurde sie bei der U18-Europameisterschaft 2017 in Kasan Achte und bei der U20-EM in Vulcano Neunte. Diese Platzierung wiederholte sie bei der U20-EM im Jahr darauf in Anapa, 2019 kam sie – nun mit Isabell Reffel – in Göteborg auf Rang fünf. 
Zudem spielt Hellvig Snowvolleyball. Hier gewann sie mit den Zwillingsschwestern Susanna und Kristina Thurin 2018 den Titel bei den Schwedischen Meisterschaften.